# Edward Czarnecki
Edward Czarnecki (ur. 1774 w Szczucinie, zm. 5 marca 1831 w Warszawie) – duchowny rzymskokatolicki, pijar, wolnomularz, kanonik płocki i warszawski, wikariusz kapitulny archidiecezji warszawskiej w latach 1829–1831, kustosz warszawskiej kapituły katedralnej w 1829 roku, referent sekcji duchowieństwa rzymskokatolickiego Rady Ogólnej Komisji Rządowej Wyznań Religijnych i Oświecenia Publicznego w 1830 roku.

## Życiorys
Urodził się w Szczucinie w rodzinie Katarzyny z Danowskich i Marcina Czarneckich. Współorganizował szkolnictwo w Księstwie Warszawskim. W latach 1809–1815 piastował stanowisko rektora kolegium zakonnego w Warszawie. Od 1809 był członkiem Towarzystwa Warszawskiego Przyjaciół Nauk, a od 1810 również Towarzystwa do Ksiąg Elementarnych. W 1816 został kanonikiem płockim, a w 1820 – warszawskim. Od 1826 był kustoszem kapituły metropolitalnej archidiecezji warszawskiej. 28 września 1826 został promowany na doktora teologii na Uniwersytecie Jagiellońskim. Od 17 grudnia 1829 do 5 marca 1831 był wikariuszem kapitulnym archidiecezji warszawskiej.
Był członkiem kapituły Rycerze Gwiazdy z loży wolnomularskiej Bracia Zjednoczeni, kandydat na urząd Wielkiego Wschodu Narodowego Polski w 1813. W 1826 został uhonorowany godnością doktora honoris causa Uniwersytetu Jagiellońskiego.
Zmarł wieczorem 5 marca 1831 w swoim mieszkaniu przy Kanonii w Warszawie.